# Янчев, Владимир
Влади́мир Радосла́вов Я́нчев (болг. Владимир Радославов Янчев; 20 декабря 1930, Москва, РСФСР, ныне Россия — 1 июля 1992, София, Болгария) — болгарский кинорежиссёр и сценарист.

## Биография
Окончил режиссёрский факультет ВГИКа. Известный комедиограф. Дебютировал в 1958 году («Любимец № 13»). Автор первой болгарской сатирической комедии «Невероятная история». Член БКП с 1963 года.

## Фильмография

### Режиссёр
- 1958 — Любимец №13 / Любимец 13
- 1961 — Будь счастлива, Ани! / Бъди щастлива, Ани!
- 1964 — Отпуск репортёра / Невероятна история
- 1965 — Старинная монета / Старинната монета (ГДР—Болгария)
- 1968 — Первый курьер / Първият куриер (Болгария—СССР)
- 1971 — Украденный поезд / Откраднатият влак (Болгария—СССР)
- 1974 — Последний холостяк / Последният ерген
- 1978 — Тепло / Топло

### Сценарист
- 1958 — Любимец №13 / Любимец 13 (с Любеном Поповым)
- 1971 — Украденный поезд / Откраднатият влак (с Семёном Нагорным и Антоном Антоновым-Тоничем, Болгария—СССР)
- 1974 — Последний холостяк / Последният ерген
- 1978 — Тепло / Топло

## Награды
- 1976 — Заслуженный артист НРБ
- ? — орден «Святые Равноапостольные Кирилл и Мефодий»